# Налимка (приток Мендели)
Налимка — река в России, протекает по Бирилюсскому и Енисейскому районам Красноярского края. Устье реки находится в 167 км по правому берегу реки Мендель. Длина реки составляет 34 км. Притоки — Осиновая и Шитка.

## Данные водного реестра
По данным государственного водного реестра России относится к Верхнеобскому бассейновому округу, водохозяйственный участок реки — Кеть, речной подбассейн реки — бассейн притоков (Верхней) Оби от Чулыма до Кети. Речной бассейн реки — (Верхняя) Обь до впадения Иртыша.